# Dolmen de Passebonneau
Le dolmen de Passebonneau, appelé aussi dolmen des Essarts, est  un dolmen situé à La Châtre-Langlin dans le département français de l'Indre.

## Historique
En 1840, il fut envisagé de réutiliser les dalles en granite qui le constituent dans la construction du pont d'Argenton-sur-Creuse mais finalement l'édifice échappa à la destruction mais plusieurs autres pierres des environs, dont éventuellement un menhir furent utilisées pour cette construction. Il est classé monument historique en 1889.

## Description
C'est un petit dolmen d'une hauteur totale de 2,20 m composé d'une seule table de couverture reposant sur trois piliers, deux autres piliers étant visibles. La table de couverture, en forme de cœur, mesure 3,30 m dans sa plus grande longueur. Elle est inclinée. Dans sa pointe sud, elle est gravée d'une petite croix (18 cm sur 12 cm). Les cinq piliers délimitent une chambre rectangulaire de 2,50 m de long sur 0,60 à 0,70 m de large, pour une hauteur de 1,40 m.
Le dolmen est situé au milieu d'un alignement parfait de trois mégalithes avec le menhir de la Croix des Randes et le dolmen des Gorces.